# 竹田有美香
竹田 有美香（たけだ ゆみか、1995年〈平成7年〉7月6日 - ）は、日本の女優。本名同じ。
大阪府出身。特技は殺陣・日本舞踊。2025年に第49回エランドール賞で アクターズセミナー賞を受賞。

## 出演
主演作品は役名を太字で表示

### 映画
- 『駆け込み女と駆け出し男』（2015年・原田員人 監督） - 女中 役
- 短編『とっとこ将太』（2016年・越凡平 監督） - 英恵 役
- 短編『しらないで』（2017年・谷口雄一郎 監督） - 馬場幹恵 役
- 『南瓜とマヨネーズ』（2017年・冨永昌敬 監督） - 友人 役
- 『honey』（2018年・神徳幸治 監督） - クラスメイト 役
- 『SUNNY』（2018年・大根仁 監督） - クラスメイト 役
- 『3D彼女 リアルガール』（2018年・英勉 監督） - ミツヤの友人 役
- 『生きてるだけで、愛』（2018年・関根光才 監督） - 寧子の友人 役
- 短編『Surface』（2020年・谷口雄一郎 監督） - 鈴木えりか 役
- 短編『可愛い子は旅をする』（2022年・小瀧万菜花 監督） - 木村美月 役
- 『有り、触れた、未来』（2023年・山本透 監督） - 西村陽菜 役
- 『陰陽師0』（2024年・佐藤嗣麻子 監督） - 女官 役